# 닉 베기치

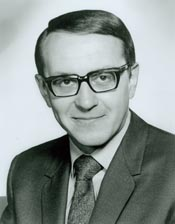

니컬러스 조지프 "닉" 베기치 시니어(영어: Nicholas Joseph "Nick" Begich Sr., 1932년 4월 6일 ~ 1971년 10월 16일 실종)는 미국 민주당 소속의 정치인이다. 알래스카주상원의원(1962~1970) 및 연방 하원의원(1971년 1월 3일~1972년 12월 29일) 등을 역임하였다. 1972년 실종되었는데, 경비행기 추락으로 숨진 것으로 추정되며, 시신은 발견되지 않았다. 형인 조지프 베기치, 둘째아들 마크 베기치와 셋째아들 톰 베기치가 마찬가지로 정치인으로 활동하고 있다. 손자는 닉 베기치 3세가 현재 미국 연방하원의원이다.

## 역대 선거 결과
| 선거명      | 직책명                         | 대수 | 정당   | 득표율 | 득표수   | 결과 | 당락                      |
| ----------- | ------------------------------ | ---- | ------ | ------ | -------- | ---- | ------------------------- |
| 1962년 선거 | 상원의원 (알래스카 제E선거구)  | 3대  | 민주당 | 50.48% | 13,341표 | 1위  | 알래스카 주 상원의원 당선 |
| 1966년 선거 | 상원의원 (알래스카 제E선거구)  | 5대  | 민주당 | 15.21% | 13,417표 | 2위  | 알래스카 주 상원의원 당선 |
| 1968년 선거 | 하원의원 (알래스카 광역선거구) | 91대 | 민주당 | 45.77% | 36,785표 | 2위  | 낙선                      |
| 1970년 선거 | 하원의원 (알래스카 광역선거구) | 92대 | 민주당 | 55.11% | 44,137표 | 1위  | 알래스카주 하원의원 당선  |
| 1972년 선거 | 하원의원 (알래스카 광역선거구) | 93대 | 민주당 | 56.24% | 53,651표 | 1위  | 알래스카주 하원의원 당선  |